# Esprit D'Air
Esprit D'Air ("Espíritu de Aire" en francés) es un cuarteto de Melodic Metal y rock basada en Londres. En el 2012, la banda lanzó el sencillo que sería la primera canción jugable en la categoría 'J-Rock' dentro del videojuego Rock Band 3. Reformada en el 2016, su álbum debut galardonada Constellations fue lanzado en el 2017.

## Historia

### Formación yDeai(2010-2011)
La banda se conoció en un concierto en Londres e hicieron su debut en mayo del 2010. En ese momento, la banda tenía cinco miembros – Yosh (vocalista principal), Kai (guitarrista principal y coro), Ellis (Bajo), Yuki (guitarra rítmica) y Daishi (batería). Esprit D'Air lanzó primero un EP llamado "Deai" en octubre del 2010, el cual se traduce vagamente a "encuentro". Kai describió el nombre como un tipo de "primer hola de la banda". Ellos grabaron el EP de 3 pistas en Sarm East Studios en Brick Lane, Londres.
Desde su formación en el 2010, la banda llevó a cabo varios shows en el Reino Unido y España ay han sido entrevistados por el sitio de video sharing japonés, Nico Nico Douga.
A principios del 2011, el guitarrista rítmico, Yuki, dejó la banda debido a razones personales, dejando la banda sólo con cuatro integrantes, mientras que Yosh organizaba y tocaba en eventos de caridad como apoyo a las víctimas de los terremoto y tsunami de Japón de 2011, en el 2011. La banda anunció que habría noticias sobre su segundo lanzamiento.

### The HunteryShizuku(2012)
En febrero de 2012, Esprit D’ Air lanzó The Hunter y tocó en dos shows como banda principal en Nambucca (Londres, RU) y en La Farga (Barcelona, España) como parte del lanzamiento de su sencillo. Tom Smith, el director de la disquera independiendo Europea, JPU Records (the GazettE, Polysics, Ling Tosite Sigure), describió este sencillo como un "lanzamiento que les emociona mucho más que cualquier kei visual reciente o J-rock de Japón".
En junio del 2012, Esprit D’ Air lanzó Shizuku y ofreció la pista sin costo alguno por tiempo limitado.

### Rock Band 3, Tiempo de Inactividad y la Salida de Yosh (2012-2013)
A principios del 2013, la banda se hizo aún más popular, gracias a que 'Shizuku' se convirtió en la primera pista jugable en japonés en el juego de video de la Xbox 360, 'Rock Band 3' y fue la única pista en la categoría de "j-rock".
A finales del 2013, la banda anunció que se tomarían un descanso indefinido debido a unos asuntos personales.
Por razones personales, Yosh ya no formaría parte de la banda a principios del 2013 y regresaría a Tokio, seis meses después de que la banda anunciara su separación indefinida.

### Coma, Hakuren y Separación (2013)
Coma y Hakuren se unieron como el vocalista principal y guitarra rítmica, en abril de 2013, logrando que la banda tuviera cinco integrantes nuevamente. Sin embargo, la banda tocó por última vez con estos integrantes en el Brighton Japan Festival en septiembre del 2013. Un mes después, coma se regresó a Tokio, Japón sin un plan definido para regresar. Con el cantante en otro país, la banda no veía un futuro juntos y decidieron separarse, a pesar del interés de la disquera por su siguiente álbum.
Se reveló en una entrevista con Louder que la separación fue parcialmente debido a la depresión y problemas personales del compositor Kai, lo cual llevó a la separación de la banda.

### Reunión y sencillo de reencuentro,Rebirth(2016)
En marzo del 2016, Esprit D'Air se reunió para un show como una de las tres piezas del día con Kai en vocales para tocar en un evento de caridad en Londres, donde todo lo recaudado irá a Aoba-gakuen, un orfanato en Fukushima, Japón. Con la venta de tickets, mercancía, comida y donativos, el evento recaudó más de £1,100 para el orfanato. En este momento, era incierto si Esprit D'Air iba a seguir tocando. Subsecuentemente, debido al interés y demanda de los fanes, en junio del 2016, Esprit D'Air or oficialmente anunció su regreso con el guitarrista original Kai para tomar el rol del vocalista principal, Ellis en el bajo y Daishi en la batería. La banda a anunció tres shows, incluyendo un concierto en el escenario principal del Hyper Japan Festival.
En diciembre del 2016, Esprit D'Air lanzó 'Rebirth', el primer sencillo en cuatro años y celebró el lanzamiento de su sencillo en Zigfrid von Underbelly en Londres y en Le Trianon en París. De acuerdo a Kai, la canción cuenta la historia de un hombre que encuentra su voz y canta bajo las estrellas, esto lo llevó a convertirse en el salvador de su pueblo, ya que su voz inspira y refresca a quien la escuche. La primera y segunda línea alude a la bella vista de la audiencia desde el escenario ("Aoku yureta hoshi wo matoi" – en luces borrosas de las estrellas azules). El puente de en medio implica su brillante futuro, y como va en busca de este.

### Constellations(2017-2018)
En marzo del 2017, Esprit D'Air tocó en un show completamente vendido, como los titulares en el O2 Academy2 Islington.
En abril del 2017, la banda lanzó su segundo sencillo de regreso, 'Guiding Light' y debutó su video musical exclusivamente a través de Teamrock.com, y luego fue enlistado como una de 'las mejores 50 canciones de rock hasta el momento del 2017'.
Esprit D'Air lanzó su álbum Constellations en forma digital el 30 de junio, seguido por un álbum físico el 7 de julio, contando con tres pistas adicionales bajo Starstorm Records. Kai describió que el tema general del álbum era el de encontrar esperanza y positividad en los tiempos más oscuros y difíciles.

"Por ejemplo, Rebirth es una historia de un hombre que recupera su voz para cantar de nuevo entre las estrellas. Refleja mi historia personal de la reformación de Esprit D'Air, y los fuertes sentimientos que tuve al tocar música de nuevo después de tantos problemas. Guiding Light es sobre el optimismo y el deseo de salir a delante en los tiempos más oscuros. Starstorm es una historia abstracta sobre cumplir una promesa en un planeta sin futuro y condenado. Reminisce es sobre la muerte de alguien muy importante para uno, pero uno sigue adelante mientras recuerda a esa persona, con la última línea hablando "mi coraje ha empezado a convertirse en libertad". Versus habla sobre seguir tus sueños – el “tú” en la letra en japonés suena como si fuera seguir un romance, pero el "tú" es realmente usado como una metáfora para tus sueños."

Constellations llegó al número tres en la lista de más vendidos en la categoría de hard rock & metal y número ocho en la lista de rock. El álbum fue lanzado poco tiempo después seguido por el lanzamiento de otro sencillo, 'Ignition' en agosto, y el sencillo fue reproducido en Kerrang! Radio.
Se anunció que Esprit D'Air tocaría en el O2 Academy Islington como acto de soporte para The Birthday Massacre el 24 de octubre del 2017, al igual que un tour de 7 días como titulares en Londres, Cardiff, Birmingham, Mánchester, Newcastle, Carlisle y Glasgow en febrero de 2018 para celebrar el lanzamiento de Constellations.
En enero de 2018, Esprit D’Air lanzó su nuevo sencillo, 'Starstorm' de su nuevo álbum Constellations. La versión en sencillo fue remasterizada por Stuart Hawkes, quien es conocido por sus trabajos con Miyavi, Sugizo, y Mika Nakashima. También contiene un remix por Shudan y una versión instrumental.
En marzo de 2018, Esprit D’Air ganó el premio como 'Mejor Álbum de Metal o Hardcore' en el Independent Music Awards en Manhattan, Nueva York por su álbum Constellations. El jurado tuvo a Amy Lee de Evanescence, Slayer y Sepultura. La banda poco tiempo después anunció que extenderían su Constellations Tour a Europa en septiembre del 2018.
En mayo del 2018, la banda sacó su sencillo, “Calling You”. La pista destacada en Tracks of The Week junto con Nine Inch Nails, Ghost y Bullet for My Valentine, y también recibió su primera reproducción en BBC Radio.
En agosto de 2018, Esprit D'Air lanzó un cover de 'Serafine' de Dead End.

### Oceans (2018-presente)
Esprit D'Air grabó su segundo álbum, Oceans, desde 2018 hasta finales de 2021. Finalmente se lanzó en febrero de 2022 y alcanzó el puesto número 8 en la lista de álbumes de rock y metal del Reino Unido. La grabación del álbum se detuvo a mediados de 2019 cuando le robaron la computadora portátil al productor Kai.
A principios de 2019, Esprit D'Air inició una campaña de crowdfunding para recaudar fondos para lanzar su nuevo sencillo "Amethyst". La banda alcanzó su objetivo en tres días. A mitad de la campaña, Ellis dejó la banda por motivos personales y el sencillo se lanzó en febrero de 2019.
En junio de 2019, se anunció que les robaron la computadora portátil que contenía todo el contenido de su próximo álbum, lo que significaba que tendrían que comenzar el proceso de grabación nuevamente. Fue entonces cuando también anunciaron que el próximo álbum se titularía Oceans. El lanzamiento del nuevo álbum ahora se retrasa ya que Esprit D'Air lo está regrabando. El trabajo robado también incluía copias de seguridad de su sencillo "Amethyst".
En mayo de 2020, Esprit D'Air anunció que su espectáculo del décimo aniversario se llevaría a cabo en The Dome en Londres el 24 de octubre de 2020.[46][47] Sin embargo, debido a la pandemia de COVID-19, el programa en vivo fue reemplazado por una transmisión en vivo en la misma fecha, y en su lugar tuvo lugar en KK's Steel Mill en Wolverhampton.
En diciembre de 2020, Esprit D'Air lanzó su sencillo "Leviathan" acompañado de un video musical dirigido por Andy Mihov, que se estrenó en Loudwire. Kai le dice a Loudwire:

"Interpretamos 'Leviathan' como un gran poder o impacto más allá del poder o el conocimiento humanos. Cuando escribimos esto, estábamos pensando en cuán significativamente ha cambiado nuestro mundo con la pandemia y cómo podemos pensar positivamente y tener esperanzas en tiempos difíciles. A través de nuestra composición y composición, tratamos de expresar las luces de la desesperación, la debilidad y la estupidez humanas, y la sabiduría humana para construir un mundo nuevo".

El lanzamiento de "Leviathan" obtuvo algunos elogios de sus compañeros, y Ben Christo de The Sisters of Mercy dijo sobre la canción:

"Es una combinación realmente única de djent, industrial, electro, goth, emo, metal y mucho más. Me encanta el dramatismo y calidad cinematográfica que tiene, con colores inquietantes y melancólicos que se precipitan entre las crueles e implacables fauces de la máquina".

Michael Falcore de The Birthday Massacre afirmó que: 

"Leviathan" es una "canción maravillosa, se siente como una ópera moderna con fuertes ¡Las guitarras ardían! Melancólica e inquietante, las voces son profundas. Una canción verdaderamente inspirada".

En febrero de 2021, Esprit D'Air lanzó su álbum 10th Anniversary Live con grabaciones de su concierto en línea en octubre de 2020. La versión física en CD contiene las doce pistas completas, mientras que la versión digital contiene diez grabaciones del programa.
En marzo de 2021, Esprit D'Air lanzó una versión de Kurenai de X Japan, con las guitarras, el bajo y las voces grabadas por Kai y la batería por Jan-Vincent Velazco. Debido a la pandemia en curso, este es el primer lanzamiento de Esprit D'Air sin un video musical de interpretación completa y, en cambio, se lanzó con un video de gráficos en movimiento.
En abril de 2021, Esprit D'Air lanzó su sencillo 'Nebulae'. El sencillo se describe como una canción sobre seguir adelante y tomar el volante de tu propia vida. Kai comentó: "Podemos dejar que las circunstancias nos gobiernen o podemos hacernos cargo de nuestro destino. Este es nuestro himno de motivación e inventar nuestro propio futuro". Se anunció que Esprit D'Air seguirá lanzando nueva música cada seis semanas a través de la plataforma Patreon.
En junio de 2021, Esprit D'Air lanzó su sencillo, 'Glaciers'. El sencillo se inspiró en bandas como Mogwai y Explosions in the Sky.
En julio de 2021, Esprit D'Air lanzó una versión regrabada de su sencillo 'Guiding Light' de 2017 que contiene un final y un arreglo diferentes.
En septiembre de 2021, Esprit D'Air anunció su regreso para realizar un concierto en Londres en la O2 Academy Islington en febrero de 2022 y lanzó su sencillo, 'Tsunami', que se interpreta en un estilo djent y electronicore más pesado. El video presenta a los miembros de gira Jan-Vincent, Yusuke y Takeshi.
En octubre de 2021, Esprit D'Air lanzó el sencillo Souhou Raiā en colaboración con el productor de Vocaloid con sede en Tokio UmiKazeTaiyou.
En noviembre de 2021, Esprit D'Air lanzó una nueva mezcla de orquesta y una nueva grabación de su canción debut Deai.
En enero de 2021, se anunció que el nuevo álbum Oceans finalmente se lanzaría el 18 de febrero de 2022. El álbum incluye canciones ('Dead Zone' y 'The Abyss') que presentan al miembro de The Sisters of Mercy, Ben Christo, y Ryo Kinoshita de La banda japonesa de metalcore Crystal Lake como vocalistas invitados especiales, respectivamente.
En febrero de 2022, finalmente se lanzó el segundo álbum Oceans. El álbum ingresó a cuatro posiciones en las listas oficiales del Reino Unido, incluido el puesto n. ° 13 en los 40 mejores álbumes de rock y metal en esa semana, y alcanzó el puesto n. ° 3 en los mejores álbumes de metal en iTunes en el Reino Unido. El álbum también se incluyó en Loudwire, Metal Injection y el sitio web de noticias Knotfest y recibió críticas favorables por parte de los críticos. The álbum was also listed on Loudwire, Metal Injection, and the Knotfest news website and received favorable reviews by critics. Simultáneamente, Esprit D'Air lanzó una edición mejorada del video musical 'Leviathan' llamado 'Leviathan 2.0', que presenta nuevos efectos visuales creados por Andy Mihov y un equipo en el Reino Unido, Francia y Taiwán. El video musical ganó algunos premios de cinematografía y videos musicales.
El álbum Oceans fue seguido por una fiesta de lanzamiento en la O2 Academy Islington el 20 de febrero y una gira de verano por el Reino Unido, que incluye un espacio de festival principal en el Festival Amplified.
En marzo de 2022, Esprit D'Air lanzó un video y un sencillo para 'Dead Zone' con Ben Christo de The Sisters of Mercy. Sobre la canción en sí, el guitarrista de Cradle of Filth, Richard Shaw, declaró: 

"Pegadizo y atmosférico, con voces increíbles y un solo de guitarra de otro mundo. ¡Qué canción!".

Después de su gira de verano por el Reino Unido en julio y agosto de 2022, el álbum Oceans volvió a ingresar a las listas oficiales en seis categorías, incluido el puesto n.º 8 en los 40 mejores álbumes de rock y metal y el n.º 5 en los álbumes independientes. El álbum volvió a entrar unas cuantas veces más y permaneció en las listas durante semanas.
Esprit D'Air anunció varias fechas de gira por el Reino Unido actuando en Cardiff, York, Newcastle upon Tyne, Edimburgo, Manchester, Birmingham y Londres en febrero de 2023, agotando un par de fechas con meses de anticipación.

### Relanzamiento de Shizuku (2023-presente)
En enero de 2023, 'Shizuku' se lanzó en Rock Band 4 para PlayStation 4 y Xbox One, diez años después de su lanzamiento en su predecesor Rock Band 3. La canción sigue siendo la única dentro de la etiqueta de género 'J-Rock'.
Se anunció que Esprit D'Air está trabajando en una nueva grabación y relanzamiento de 'Shizuku' que se lanzará en febrero de 2023 para conmemorar su décimo aniversario.
En colaboración con el productor australiano Misstiq, Esprit D'Air lanzó 'Shizuku' el 10 de febrero con un video musical animado. La nueva versión contenía nuevos sintetizadores y teclados proporcionados por Misstiq y guitarras, voces, bajo y batería grabados por Kai.
Después de vender toda su gira por el Reino Unido en 2023, anunciaron nuevas fechas en Hungría y España en 2023, y en el Reino Unido e Irlanda en 2024.

## Personal
Durante su breve agrupación del 2010 al 2013, Esprit D'Air era un grupo donde todos los miembros contribuían a la composición y producción. Desde su reformación en el 2016, Esprit D'Air es ahora considerado una banda de un solo hombre, con Kai siendo el único miembro oficial, tocando y grabando todos los instrumentos en los lanzamientos y teniendo completo control creativo. En conciertos en vivo, Kai consigue a miembros musicales de soporte para tocar las canciones, incluyendo al miembro oficial de hace mucho tiempo, Ellis en el bajo, y Jan-Vincent Velazco de Pendragon en la batería. Esprit D'Air toma un enfoque de DIY al no buscar una disquera, un administrador y conseguir un agente, si no tratar de administrar todo ellos mismos para ser lo más autónomos posibles.

## Miembros

### Miembros oficiales
- Kai – guitarra (2010–13, 2016–presente), voz principal (2016-presente), compositor

### Miembros de gira
- Ryoma "Ryo" Takahashi – guitarra (2016–presente)
- Jan-Vincent Velazco – batería (2016–presente)
- Takeshi Tokunaga – bajo (2019–presente)
- Yusuke Okamoto – guitarra (2019–presente)

### Miembros anteriores y miembros de gira
- Ellis – bajo (2010–13, 2016–2018)
- Taku Miyamoto – batería (2018)
- Daishi – batería (2010–13, 2016–2017)
- Coma – voz principal (2013)
- Tatsuya "Hakuren" Nashimoto – guitarra (2013)
- Yoshisuke Suga – voz principal (2010–13)
- Yuki – guitarra (2010–11)

## Discografía

### Álbumes
| Título         | Detalles del álbum                                                                    | Posiciones pico en el gráfico | Posiciones pico en el gráfico  | Posiciones pico en el gráfico | Posiciones pico en el gráfico | Posiciones pico en el gráfico | Posiciones pico en el gráfico | Posiciones pico en el gráfico |
| Título         | Detalles del álbum                                                                    | UK Rock & Metal Albums        | UK Independent Albums Breakers | UK Independent Albums         | UK Album Downloads            | UK Albums Sales               | Scottish Albums               | UK Physical Albums            |
| -------------- | ------------------------------------------------------------------------------------- | ----------------------------- | ------------------------------ | ----------------------------- | ----------------------------- | ----------------------------- | ----------------------------- | ----------------------------- |
| Constellations | - Fecha de lanzamiento: 7 de julio de 2017 - Sello discográfico: Starstorm Records    | 33                            | 16                             | 48                            | 45                            | —                             | 81                            | –                             |
| Oceans         | - Fecha de lanzamiento: 18 de febrero de 2022 - Sello discográfico: Starstorm Records | 8                             | 5                              | 12                            | 5                             | 25                            | 19                            | 80                            |

### Singles
| Año  | Detalles del sencillo |
| ---- | --- |
| 2012 | Shizuku (雫; Lágrima) - Fecha de lanzamiento: 29 de junio de 2012 - Sello discográfico: independiente                       |
| 2016 | Rebirth - Fecha de lanzamiento: 14 de diciembre de 2016 - Sello discográfico: Starstorm Records                             |
| 2017 | Guiding Light - Publicado: 14 de abril de 2017 - Sello discográfico: Starstorm Records                                      |
| 2017 | Ignition - Fecha de lanzamiento: 18 de agosto de 2017 - Sello discográfico: Starstorm Records                               |
| 2018 | Starstorm - Publicado: 26 de enero de 2018 - Sello discográfico: Starstorm Records                                          |
| 2018 | Calling You - Publicado: 11 de mayo de 2018 - Sello discográfico: Starstorm Records                                         |
| 2018 | Serafine - Fecha de lanzamiento: 31 de agosto de 2018 - Sello discográfico: Starstorm Records                               |
| 2019 | Amethyst - Publicado: 22 de febrero de 2019 - Sello discográfico: Starstorm Records                                         |
| 2020 | Leviathan - Lanzamiento: 4 de diciembre de 2020 - Disquera: Starstorm Records                                               |
| 2021 | Kurenai (紅; carmesí) - Lanzamiento: 19 de marzo de 2021 - Disquera: Starstorm Records                                      |
| 2021 | Nebulae - Lanzamiento: 30 de abril de 2021 - Disquera: Starstorm Records                                                    |
| 2021 | Glaciers - Lanzamiento: 11 de junio de 2021 - Disquera: Starstorm Records                                                   |
| 2021 | Guiding Light (Reimagined) - Lanzamiento: 23 de julio de 2021 - Disquera: Starstorm Records                                 |
| 2021 | Tsunami (津波) - Lanzamiento: 3 de septiembre de 2021 - Disquera: Starstorm Records                                         |
| 2021 | Souhou Raiā (双方ライアー) (feat. UmiKazeTaiyou) - Lanzamiento: 15 de octubre de 2021 - Disquera: Starstorm Records         |
| 2021 | Deai - Orchestra Mix (出逢い - オーケストラ・ミックス) - Lanzamiento: 26 de noviembre de 2021 - Disquera: Starstorm Records |
| 2022 | The Abyss (feat. Ryo Kinoshita) - Lanzamiento: 11 de febrero de 2022 - Disquera: Starstorm Records                          |
| 2022 | Dead Zone (feat. Ben Christo) - Lanzamiento: 11 de marzo de 2022 - Disquera: Starstorm Records                              |
| 2023 | Shizuku (雫; gotita) (feat. Misstiq) - Lanzamiento: 10 de febrero de 2023 - Disquera: Starstorm Records                     |

### Juego extendido
| Año  | Detalles del álbum                                                                                         |
| ---- | --- |
| 2010 | Deai (出逢い; Encuentro) - Fecha de lanzamiento: 29 de octubre de 2010 - Sello discográfico: independiente |
| 2012 | The Hunter - Fecha de lanzamiento: 29 de febrero de 2012 - Sello discográfico: independiente               |

## Premios
- 2012: JpopAsia Music Awards (Candidato) – "Shizuku"[73]
- 2017: NEO Awards 2017 – "Mejor acto musical" (Candidato)[74]
- 2018: Independent Music Awards – "Mejor álbum de metal o hardcore" (Ganador) – Constellations[75]
- 2019: Neo Awards 2018 – "Mejor acto musical" (Cuarto puesto)[76]